# Lasse Segelcke
Lasse Segelcke, född Lorentz Segelcke 30 mars 1898 i Kristiania (nuvarande Oslo), död 24 oktober 1942, var en norsk skådespelare. Han var gift med skådespelaren Tore Segelcke.
Segelcke debuterade 1921 på Centralteatret och var senare knuten till Den Nationale Scene och Det Nye Teater. Från 1935 verkade han vid Nationalteatret. Under sin tidiga karriär utmärkte han sig i olika lustspel medan han vid Nationalteatret var en ofta använd karaktärsskådespelare, exempelvis i  rollen som Helmer i Henrik Ibsens Ett dockhem. Han spelade även i filmerna Syndare i sommarsol (1934) och Du har lovet mig en kone! (1935).

## Filmografi
- 1934 – Syndare i sommarsol – Thomas F. Jensen
- 1935 – Du har lovet mig en kone! – Lagesen